# Der lachende Vagabund (Film)
Der lachende Vagabund ist ein deutscher Schlagerfilm von Thomas Engel aus dem Jahr 1958. Der Titel nimmt Bezug auf den populären Schlager Der lachende Vagabund, dessen Interpret Fred Bertelmann im Film die Hauptrolle übernahm. In tragenden Rollen agieren Susanne Cramer, Hans Nielsen, Ursula Herking, Christiane Maybach, Hugo Lindinger und Bum Krüger sowie Conny Froboess, Angèle Durand und Ralf Bendix.

## Handlung
Am Traualtar lässt Fred Berghoff, Reporter beim Abend-Express, seine Verlobte Pia Hollebusch stehen. Nicht, weil er sie nicht heiraten will, sondern weil Pias Tante Olga Vogelsang gedroht hat, im Falle einer Heirat dem Abend-Express den Geldhahn zuzudrehen, sind die Vogelsang-Werke doch zu fünfzig Prozent an der Zeitung beteiligt. Das Blatt wird von Olgas Bruder geleitet, der Pias Vater ist – und da Pia die einzige Erbin der Vogelsang-Werke ist, soll sie einen Mann heiraten, der später einmal die Werke übernehmen kann. Olga traut dies Fred nicht zu, in dem sie nur einen kleinen Schreiberling sieht. Fred kündigt ihr an, den Abend-Express zu einer der größten Zeitungen zu machen.
Seine Chance ergibt sich, als Olga noch während des Gesprächs mit ihm einen Brief von ihrem Mann Otto, dem Generaldirektor der Vogelsang-Werke, erhält. Er kündigt ihr an, sie und die Stadt zu verlassen, um endlich frei zu sein und vagabundierend zu leben. Otto trifft auf seinem Weg zunächst auf die junge Sängerin Conny, mit der er tanzt. Wenig später werden ihm beim Baden seine teuren Sachen gestohlen und er bleibt mit der zurückgelassenen zerlumpten Kleidung und ohne Geld und Papiere zurück. Er wird von Fred aufgelesen, der sich auf die Suche nach Otto gemacht hat: Er will ihn auf seinem „Ausbruch“ begleiten und dies heimlich in einer Artikelserie verarbeiten, die regelmäßig im Abend-Express erscheinen soll. Da Otto Fred noch nie gesehen hat, offenbart dieser ihm seine Identität auch nicht.
Beide Männer vagabundieren durchs Leben, erbetteln und ersingen sich ihr Essen und lassen sich schon mal als Stuntmen engagieren, um Geld zu verdienen. Die Artikel, die Fred nach den Erlebnissen schreibt, lassen den Abend-Express zum Verkaufsschlager werden. Schon nach kurzer Zeit plagt Fred jedoch das schlechte Gewissen und er offenbart Otto seine wahre Identität. Der jedoch ist begeistert, seinen Fastschwiegersohn endlich kennenzulernen, war Olgas Verweigerung zur Ehe von Fred und Pia doch der Grund, warum Otto in die Welt gezogen ist – er konnte es nicht mehr ertragen, dass zu Hause seine Frau die Hosen an hat. Otto macht nun seinerseits Vorschläge, wie man die Artikel noch reißerischer gestalten könnte.
Fred und Otto geraten immer wieder in merkwürdige Situationen: Sie landen bei der Schauspielerin Diana und flüchten vor deren eifersüchtigem Verlobten Jacomo; kurze Zeit später werden sie ohne ihr Wissen von der Barbesitzerin Annabella als Schmuggler für gestohlene Waren missbraucht, legen diese jedoch einem Polizisten buchstäblich zu Füßen. Am Ende verdienen sie sich Geld als Werbeträger für ein Hotel an der Riviera.
In diesem Hotel sind auch Pia und Olga abgestiegen. Hergefahren wurden sie von Bastian, einem echten Vagabunden, der vor einiger Zeit Ottos Anzug gestohlen hatte und sich nun für dessen Familie verantwortlich fühlt. Gemeinsam mit Bastian und dem Zigeunergeiger Hilario planen die beiden Frauen, ihren Männern einen Denkzettel zu verpassen. Sie lotsen beide in ein Zigeunerlager, wo eigentlich Hilario am nächsten Tag seine Braut heiraten will. Sie tun jedoch so, als ob Fred im Lager als Bräutigam für die Tochter des Zigeunerbarons Enrico angekündigt worden sei. Nachdem Fred ein eigentümliches Eheritual bestanden hat, soll er nun die verschleierte Braut entführen und heiraten. Diese entpuppt sich am Ende als Pia und Fred willigt nur zu gerne in die Heirat ein. Auch Olga und Otto versöhnen sich schließlich.

## Produktion, Veröffentlichung
Der lachende Vagabund wurde in den CCC-Ateliers in Berlin-Spandau gedreht; die Außenaufnahmen entstanden in Jugoslawien, der Trailer z. B. in Rovinj. 
Im Film werden verschiedene Schlager gesungen. Leitmotivisch durchzieht den Film der titelgebende Schlager Der lachende Vagabund (Musik: Jim Lowe, Text: Peter Mösser), gesungen von Fred Bertelmann. Bertelmann singt zudem den Titel Aber du heißt Pia …. Conny Froboess präsentiert den Titel Blue Jean Boy, Angèle Durand singt Rubino und Ralf Bendix ist mit dem Schlager Die Sonne von Andalucia zu hören. Es spielt das Orchester Erwin Lehn und das Südfunk Orchester, musikalische Arrangements Erich Becht, Gert Wilden und Heinz Simon. 
Der Kinostart des Films war am 17. Oktober 1958. In Dänemark war der Film ab dem 27. April 1959 unter dem Titel Den leende Vagabond im Kino zu sehen und in den Niederlanden ab dem 10. Juli 1959.
Der Film wurde am 7. September 2006 von der Eurovideo Bildprogramm GmbH auf DVD herausgegeben, zudem ist er in der „Fred Bertelmann Kollektion 2“ enthalten, die am 1. Dezember 2011 von Concorde Video herausgegeben wurde und außerdem den Film Lieder klingen am Lago Maggiore enthält. Am 3. Mai 2012 gab Concorde Video den Einzelfilm dann auf DVD heraus.

## Kritik
Das Lexikon des internationalen Films bezeichnete den Film als ein „Schlagerlustspiel, das auch bescheidenen Ansprüchen nur mit Mühe standhält.“
Cinema befand: „Ja, das waren noch Zeiten, als man Obdachlosigkeit für eine lustige Sache hielt. Ende der 50er tut das zumindest Reporter Fred Berghoff […], der mit Wirtschaftskapitän Otto Vogelsang […] gen Süden wandert getarnt als Bettler. Heitere Abenteuer warten auf sie … aber nicht auf Zuschauer, die sich diesen altbackenen Klamauk antun. Fazit: Da lacht der Vagabund. Allerdings auch nur er.“
Kino.de sah das ähnlich und schrieb: „Harmloses Lustspiel aus der Wirtschaftswunderzeit, in dem Schlagerstar Fred Bertelmann als Reporter das Landstreicherleben ausprobiert.“ Der Titel stellt „gleichzeitig den größten musikalischen Erfolg von Sänger und Hauptdarsteller Fred Bertelmann“ dar.